# خافيير سالازار
خافيير سالازار (بالإسبانية: Javier Salazar)‏ (11 مارس 1983 بليما في بيرو - ) هو لاعب كرة قدم بيروفي في مركزي الدفاع وقلب الدفاع. لعب مع سبورت وانكايو وسيينسيانو ونادي سبورتينغ كريستال واتحاد هوارال وديبورتيفو وانكا وسيزار فاليجو ‏ وسبورت بويز ونادي خوسيه جالفيز ‏.

## وصلات خارجية
- خافيير سالازار على موقع قاعدة بيانات كرة القدم.إي يو (الإنجليزية)